# Parc éolien de Gros-Cap
Le parc éolien de Gros-Cap est situé en Guadeloupe sur le territoire de la commune de Petit-Canal au nord du lieu-dit de Gros Cap.

## Histoire
Le projet d'un parc éolien à Petit-Canal est envisagé en 2000. Il doit alors comporter 32 éoliennes bipales et rabattables. Les travaux de démantèlement commencent en octobre 2018 et en 2019, dix nouveaux aérogénérateurs, d’une puissance unitaire de 900 kW, sont installés.
Le parc est inauguré le 3 décembre 2019 par le maire de Petit-Canal, Blaise Mornal, avec des élus locaux.